# Betty Grable

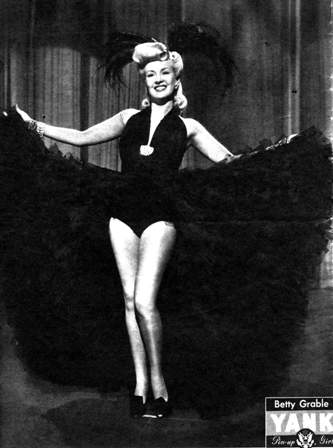
Betty Grable en la portada de Yank, the Army Weekly en noviembre de 1943.

Elizabeth Ruth Grable (San Luis, Misuri; 18 de diciembre de 1916 - Santa Mónica, California; 2 de julio de 1973)más conocida como Betty Grable, fue una actriz, cantante y bailarina estadounidense.
Su fotografía en bañador, de espaldas con la cabeza mirando por encima de su hombro derecho, la convirtió en la chica pin-up número uno de la época de la Segunda Guerra Mundial. Posteriormente fue incluida en la lista de las 100 fotografías que cambiaron el mundo, elaborada por la revista Life.
Grable era muy conocida por sus bien proporcionadas piernas, las cuales exhibió en sus películas musicales rodadas en Technicolor para la 20th Century Fox y que el estudio aseguró por un millón de dólares cada una con la aseguradora Lloyds de Londres.

## Biografía

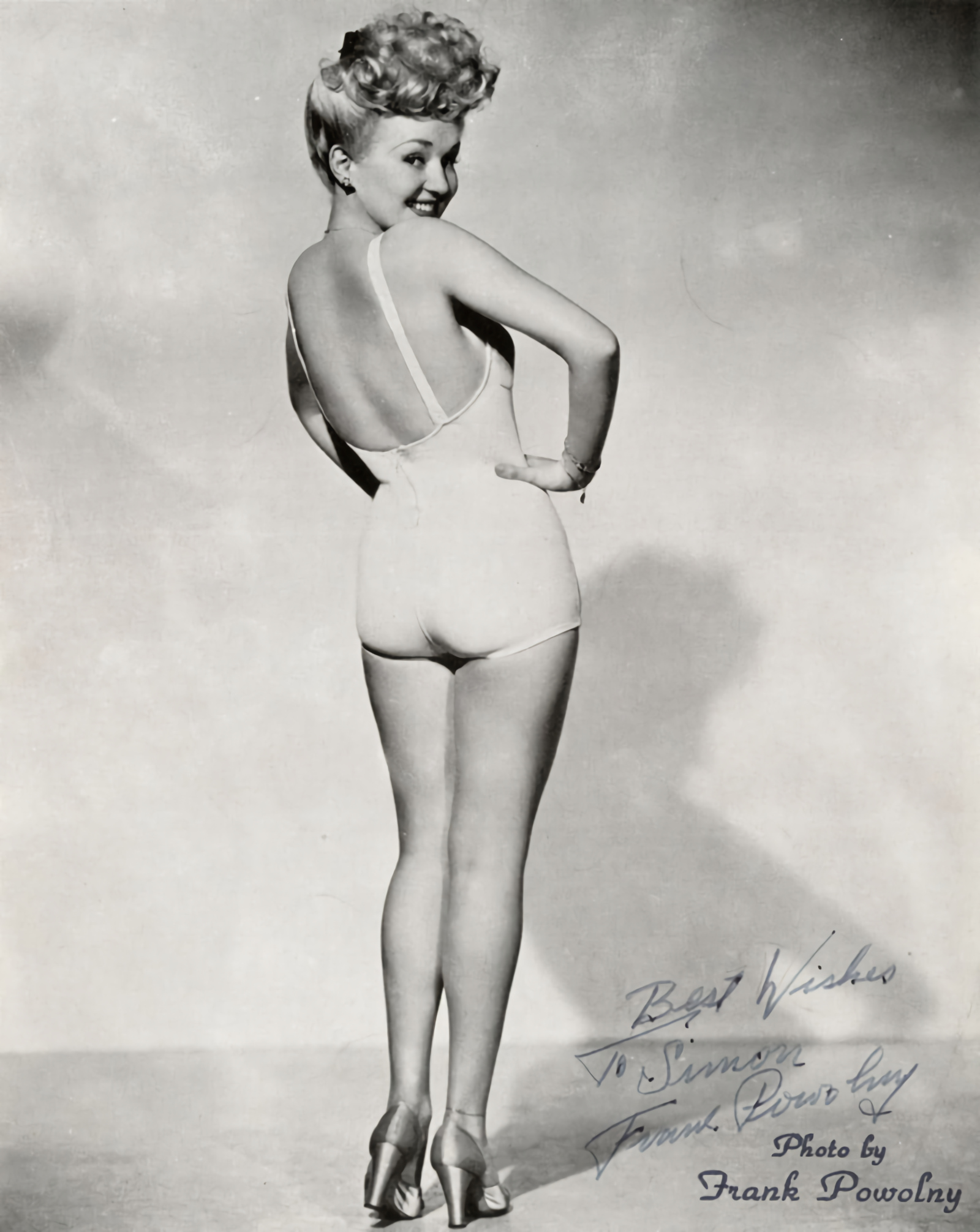
La famosa fotografía pin-up de Betty Grable (1943).

Su nombre era Elizabeth Ruth Grable, y nació en San Luis (Misuri). Sus padres eran John C. Grable (1883-1954) y Lillian Rose Hofmann (1889-1964). Betty era la más joven de los tres hijos de la pareja.
Aunque sus antepasados directos eran americanos, era de ascendencia holandesa, irlandesa, alemana e inglesa. Fue orientada a la interpretación por su madre, que insistía para que una de sus hijas se convirtiera en una estrella. En su primer papel, de corista en la película Happy Days (1929), Grable tenía solo 13 años (inferior a la edad legal para actuar) pero, como el coro actuaba con la cara pintada de negro, era imposible saber su edad. Pronto su madre le dio un cambio de imagen, tiñéndole el pelo de color rubio platino.
Para su siguiente película, su madre le consiguió un contrato usando una falsa identidad. Cuando se descubrió el engaño, Grable fue despedida. Finalmente obtuvo un papel como 'Chica Goldwyn' en Whoopee! (1930), protagonizada por Eddie Cantor. En esta película Grable lideraba el número inicial, "Cowboys". Posteriormente, a lo largo del resto de la década, trabajó en pequeños papeles para diferentes estudios, incluyendo la nominada a los Óscar The Gay Divorcee (La alegre divorciada, 1934), protagonizada por Fred Astaire y Ginger Rogers.
En 1937 se rebeló contra su madre y se casó con un anteriormente famoso niño actor, Jackie Coogan. Sin embargo, Coogan tenía problemas a causa de un pleito contra sus padres con motivo de sus ingresos, y la pareja se divorció en 1939. En esa época, y a lo largo de los años treinta, Grable hizo pequeñas interpretaciones en unas cincuenta películas de Hollywood, hasta que finalmente consiguió notoriedad por su papel en el éxito Du Barry Was a Lady (1939), obra de Cole Porter representada en Broadway.
El mismo año en que se divorció de Coogan, Grable obtuvo un contrato con 20th Century Fox, convirtiéndose en su mayor estrella, protagonizando películas en Technicolor tales como Down Argentine Way (Serenata argentina, 1940), Moon Over Miami (Se necesitan maridos) (1941) (ambas junto a Don Ameche), Springtime in The Rockies (1942), Coney Island (1943) con George Montgomery, Sweet Rosie O'Grady (1943) con Robert Young, Pin Up Girl (1944), Diamond Horseshoe (1945) con Dick Haymes, The Dolly Sisters (1945) con John Payne y June Haver, y su film más popular, Mother Wore Tights (Siempre en tus brazos) (1947), con Dan Dailey.
Fue durante su reinado como actriz más taquillera (1943) que Grable posó para su icónica fotografía de pin-up, la cual, además de sus películas, se hizo famosa entre los soldados estadounidenses que luchaban en la Segunda Guerra Mundial. La imagen fue tomada por el fotógrafo de estudio Frank Powolny, el cual falleció en 1986. A pesar de la dura competencia de Rita Hayworth, Dorothy Lamour, Veronica Lake, Carole Landis y Lana Turner, Grable fue sin discusión la chica pin-up número uno para los soldados. A finales de los años cuarenta Grable era la actriz mejor pagada de Hollywood.
Entre sus musicales de la posguerra destacan: That Lady in Ermine, (1948) con Douglas Fairbanks Jr.; When My Baby Smiles at Me (1948), otra vez con Dailey; Wabash Avenue (1950) (una adaptación de Coney Island), junto a Victor Mature; My Blue Heaven (1950) y Meet Me After the Show (1951). El jefe del estudio, Darryl F. Zanuck, produjo para su principal estrella costosas películas en Technicolor, manteniéndola plenamente ocupada, tanto que en trece años rodó unos 25 musicales. El último gran éxito de Grable para la Fox fue How to Marry a Millionaire (Cómo casarse con un millonario) (1953), junto a Lauren Bacall y Marilyn Monroe.
En 1943, se casó con el trompetista de jazz Harry James. La pareja tuvo dos hijas, Victoria y Jessica. Tuvieron un matrimonio problemático a causa de la infidelidad y el alcoholismo, que duró 22 años. Finalmente se divorciaron en 1965. Poco después se relacionó con un bailarín mucho más joven que ella.

### Carrera posterior
La carrera final de Grable estuvo marcada por las disputas con los ejecutivos del estudio, que la hacían trabajar hasta el agotamiento. En un momento dado, en medio de una discusión con Darryl F. Zanuck, ella le tiró su contrato y salió furiosa de su despacho. De manera gradual fue dejando el cine, pasó a la televisión y destacó en Las Vegas.

### Muerte
Falleció de cáncer de pulmón a los 56 años en Santa Mónica, California. Su funeral se celebró el 5 de julio de 1973. Está enterrada en el Cementerio Inglewood Park, en Inglewood (California).
Grable tiene una estrella en el Paseo de la Fama de Hollywood, en el 6525 de Hollywood Boulevard. También tiene una estrella en el Paseo de la Fama de San Luis.
Grable fue conocida por varios motes, incluyendo entre ellos el de "Betty Taquilla" y "La chica de las piernas del millón de dólares".

## Filmografía
- (1929) Happy Days
- (1930) Let's Go Places
- (1930) New Movietone Follies of 1930
- (1930) Whoopee!
- (1931) Kiki
- (1931) Crashing Hollywood (corto)
- (1931) Ex-Sweeties (corto)
- (1931) Palmy Days
- (1932) The Greeks Had a Word for Them
- (1932) Lady, Please (corto)
- (1932) Hollywood Luck (corto)
- (1932) Probation
- (1932) The Flirty Sleepwalker (corto)
- (1932) Hollywood Lights (corto)
- (1932) The Age of Consent (Mayoría de edad)
- (1932) Hold 'Em Jail
- (1932) Over the Counter (corto)
- (1932) The Kid from Spain
- (1933) Cavalcade
- (1933) Child of Manhattan (Porque te quiero)
- (1933) Melody Cruise
- (1933) What Price Innocence?
- (1933) Sweetheart of Sigma Chi
- (1933) Air Tonic (corto)
- (1934) School for Romance (corto)
- (1934) Hips, Hips, Hooray!
- (1934) Love Detectives (corto)
- (1934) Elmer Steps Out (corto)
- (1934) Business is a Pleasure (corto)
- (1934) Susie's Affairs (corto)
- (1934) The Gay Divorcee (La alegre divorciada)
- (1934) Student Tour (Caravana de belleza)
- (1934) By Your Leave
- (1935) The Spirit of 1976 (corto)
- (1935) The Nitwits (La viuda negra)
- (1935) A Night at the Biltmore Bowl (corto)
- (1935) Drawing Rumors (corto)
- (1935) Old Man Rhythm
- (1935) A Quiet Fourth (corto)
- (1936) Collegiate
- (1936) Follow the Fleet
- (1936) Sun-Kissed Stars at Palm Springs (corto)
- (1936) Don't Turn 'em Loose
- (1936) Pigskin Parade (Locuras de estudiantes)
- (1937) This Way Please
- (1937) Thrill of a Lifetime
- (1938) College Swing
- (1938) Give Me a Sailor
- (1938) Campus Confessions
- (1939) Man About Town (Un tenorio improvisado)
- (1939) Million Dollar Legs
- (1939) The Day the Bookies Wept
- (1940) Down Argentine Way (Serenata Argentina)
- (1940) Tin Pan Alley
- (1941) Moon Over Miami (Se necesitan maridos)
- (1941) A Yank in the R.A.F. (Un americano en la R.A.F.)
- (1941) I Wake Up Screaming
- (1942) Song of the Islands
- (1942) Footlight Serenade
- (1942) Springtime in the Rockies
- (1943) Coney Island
- (1943) Sweet Rosie O'Grady
- (1944) Four Jills in a Jeep
- (1944) Pin Up Girl
- (1945) Diamond Horseshoe
- (1945) The All-Star Bond Rally (corto)
- (1945) The Dolly Sisters (Las hermanas Dolly)
- (1946) Do You Love Me (cameo)
- (1947) The Shocking Miss Pilgrim
- (1947) Mother Wore Tights (Siempre en tus brazos)
- (1948) That Lady in Ermine
- (1948) When My Baby Smiles at Me
- (1949) The Beautiful Blonde from Bashful Bend
- (1950) Wabash Avenue
- (1950) My Blue Heaven
- (1951) Call Me Mister
- (1951) Meet Me After the Show
- (1953) The Farmer Takes a Wife
- (1953) How to Marry a Millionaire (Cómo casarse con un millonario)
- (1955) Three for the Show
- (1955) Screen Snapshots: Hollywood, Shower of Stars (corto)
- (1955) How to Be Very, Very Popular